# High Seas (videogioco)
High Seas, chiamato anche Ralph Bosson's High Seas sulla copertina, è un videogioco di combattimento navale strategico tra velieri, pubblicato nel 1987 per Apple II e Commodore 64 e nel 1988 per MS-DOS dalla Gardé - Games of Distinction di Madison (della quale è noto un solo altro gioco, Blue Powder Grey Smoke).
Venne progettato principalmente da Ralph H. Bosson, noto anche per gli wargame Under Fire! e Tactical Armor Command.
High Seas si distingueva dai giochi di strategia navale esistenti per la disponibilità di visuale in prima persona, oltre alla solita visuale stile gioco da tavolo.

## Modalità di gioco
High Seas permette di giocare battaglie navali tattiche tra due fazioni, controllate da due giocatori oppure da un giocatore contro il computer. È incentrato sul periodo storico 1750-1810, o all'incirca tra la Guerra dei sette anni e la Guerra anglo-americana. Il programma mette a disposizione 11 scenari predefiniti, corrispondenti a battaglie storiche o ipotetici. Si va da duelli tra due navi a battaglie che coinvolgono fino a 15 navi, con molte opzioni personalizzabili. Tra queste le caratteristiche del vento, la dimensione dell'area di gioco (fino a 21x21 miglia), la presenza della costa su uno o più lati. Si può giocare a turni oppure con azione continua e interrompibile.
L'interfaccia usa un sistema di menù a tendina in inglese controllato con i comandi direzionali (non è supportato il mouse, neppure su MS-DOS). Lo schermo è diviso in orizzontale e sotto la visuale si ha la barra dei menù principali seguita da un pannello informativo. Sono disponibili tre tipi di visuale: la mappa di tutta l'area di gioco, la mappa più ravvicinata con visuale isometrica a scorrimento, e la visuale di battaglia, che è tridimensionale in prima persona. Quest'ultima è orientabile in 12 direzioni rispetto all'asse della nave attualmente selezionata. Le navi variano per potenza e dimensioni, ma non sono distinguibili visivamente tra di loro, a parte il colore bianco o nero della fazione; possono però perdere visibilmente un albero se subiscono forti danni.
Si possono dare svariati comandi e visualizzare diverse informazioni di stato per ciascuna nave. Si possono ordinare specifici movimenti della nave o dare istruzioni generali, come inseguire un certo bersaglio o evitare il nemico, lasciando il controllo al computer. Azioni come cambiare assetto alle vele e ricaricare i cannoni, con 6 possibili tipi di munizioni, prendono tempo alla nave e impegnano l'equipaggio. Ci sono anche ordini di combattimento condizionali, come sparare solo entro una certa distanza massima.
Il programma ha un editor integrato, che permette di personalizzare le caratteristiche di ogni nave e di creare o modificare scenari, includendo fino a 68 navi in una battaglia. Gli scenari e le partite in corso si possono salvare su disco.

## Accoglienza
La critica statunitense dell'epoca di solito giudicò High Seas positivamente, almeno nelle versioni Apple II e Commodore 64, e lo ritenne abbastanza complicato e rivolto agli appassionati di simulazioni militari.
Negli scenari con molte navi venivano segnalati problemi di lentezza del gioco e, almeno in versione Apple, alcuni bug.
Secondo la rivista Computer Gaming World era inevitabile fare confronti con il contemporaneo The Ancient Art of War at Sea, e High Seas risultava migliore nelle battaglie tra due navi, ma non in quelle tra flotte.
Sull'efficacia del corposo manuale cartaceo, di oltre 40 pagine, ci furono opinioni contrapposte.